# Мама Рід
Ма́ма Рід (англ. Mama Reed), справжнє ім'я Ме́рі Лі Рід (англ. Mary Lee Reed) — американська блюзова бек-вокалістка та авторка пісень.

## Біографія
Мері Лі Девіс отримала прізвисько «Мама Рід», пізніше «Леді-бос», як дружина відомого блюзового музиканта Джиммі Ріда (1925—1976). Вони одружилась у 1945 році після закінчення Другої світової війни; познайомились ще у юності. У 1948 році вони переїхали в Гері, штат Індіана. Мама Рід вважається співавторкою пісень «Bright Lights, Big City» і «Baby, What's Wrong». Ленні Голдберг (з журналу «Stormy Weather») стверджує, що Мама Ріда як співавторка взяла участь у написанні багатьох пісень Джиммі Ріда в його пізній період роботи на лейблі Vee-Jay.
Хоча вона не записувалась як солістка, Мері (Мама) Рід взяла участь у записах пісень Ріда як бек-вокалістка, зокрема на «You Got Me Dizzy», «Shame, Shame, Shame», «Baby, What You Want Me to Do» і «Big Boss Man». Мама Рід і Джиммі Рід розлучилися на початку 1970-х.
У 1988 році Мама Рід та її восьмеро дітей розпочали багатомільйонний судовий процес проти Arc Music, пов'язаний з роялті і помилковим підписаним контрактом Джиммі Рідом у 1967 році.